# الكتاب الأسود (1943)
الكتاب الأسود هو كتاب من تأليف مكرم عبيد باشا بعد فصله من حزب الوفد يذكر فيه الفساد الذي كان يسيطر على الوزارة الوفديه. وقد دبَّج نظير جيد -شنودة الثالث (بابا الإسكندرية) فيما بعد- القصائد الهجائية الموجودة بالكتاب.
كما جسد فيه مكرم باشا الاختلاسات التي كانت في الوزارة الوفديه وانتشار الرشوة والمحسوبية فسمى عصر وزارة الوفد بالعصر الأسود
أحترقت نسخة من الكتاب كانت موجودة في أحد قاعة مجلس الشعب والشوري عندما حرق في عام2008 